# Anti-Dühring
 (mars 2024).
 (janvier 2024).
- Si vous ne connaissez pas le sujet, laissez ce bandeau (vous pouvez alors contacter les auteurs).
- Si vous supprimez le contenu mis en cause (vous pouvez préalablement contacter les auteurs),

argumentez précisément cette suppression dans la page de discussion
(un manque de référence n'est pas un argument ; une recherche réelle de référence doit avoir été effectuée, être formellement documentée).
 (janvier 2024).

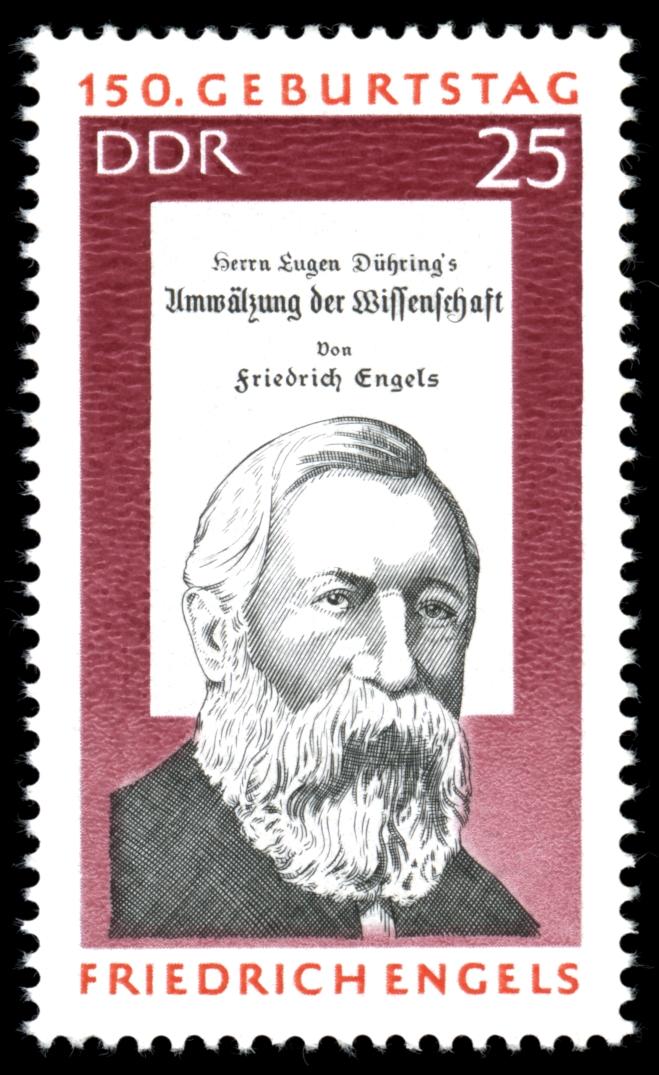
Timbre est-allemand sorti pour le cent-cinquantenaire de la naissance d'Engels.

Monsieur Eugen Dühring bouleverse la science (en allemand Herrn Eugen Dührings Umwälzung der Wissenschaft), plus communément désigné sous le nom d'Anti-Dühring, est un essai publié en 1878 par Friedrich Engels. Sous couvert de polémique avec le philosophe allemand Eugen Dühring, il s'agit d'un des exposés les plus complets de la vision marxiste du monde et de la politique.

## Contexte

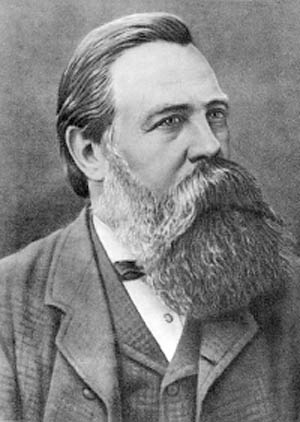
Engels en 1877.

Si Karl Marx, qui vivait alors en Angleterre, était généralement estimé des socialistes allemands, ceux-ci n'avaient pas dans l'ensemble assimilé ses conceptions théoriques. Marx et Engels avaient pu s'en rendre compte à l'occasion de l'unification des lassalliens et des sociaux-démocrates lors du congrès de Gotha, en 1875. Le programme adopté alors, qui prônait un « État populaire libre », restait assez flou et s'était vu infliger une critique sévère de la part de Marx.
Le prestige croissant d'Eugen Dühring, privat-dozent (c'est-à-dire enseignant n'étant pas titulaire d'une chaire de professeur) à l'Université de Berlin, parmi les sociaux-démocrates, dans les années 1870, illustrait tout à fait ce flou théorique. Dühring se réclamait du socialisme mais rejetait la dialectique de Hegel, point de départ de la réflexion philosophique marxiste, et critiquait les théories économiques de Marx au nom de conceptions « scientifiques » de l'économie et du socialisme. Pendant plusieurs années, Marx et Engels n'accordèrent pas d'importance à la personne de Dühring, qu'ils jugeaient ennuyeuse.
Engels souhaitait approfondir sa conception du matérialisme dialectique et ne voulait pas perdre de temps à polémiquer. Mais, en 1876, il estima que l'influence croissante de Dühring menaçait l'unité du parti social-démocrate allemand et surtout diffusait des conceptions erronées parmi les ouvriers socialistes allemands. Il se décida donc, en accord avec Marx, à prendre la plume contre Dühring, saisissant ainsi l'occasion de présenter un tableau complet du marxisme au public allemand. L'ouvrage fut d'abord publié sous forme d'articles dans le Vorwärts en 1877, non sans difficultés ni interruptions sous l'influence des partisans de Dühring. Wilhelm Liebknecht intervint finalement pour défendre l'œuvre d'Engels. Peu après la fin de la parution en articles, le livre parut en librairie. Au même moment, Dühring se brouilla avec les socialistes et son influence décrut rapidement.

## Philosophie

### La dialectique rend compte de contradictions réelles
Dans la première partie de son ouvrage, Engels démonte les conceptions philosophiques de Dühring, qui raisonne en métaphysicien, pour mieux exposer la dialectique matérialiste, fondée sur l'existence de contradictions réelles. Par exemple, la science s'efforce d'acquérir une connaissance exhaustive du système de l'univers et de l'ensemble de ses relations mais ne peut en aucun cas y parvenir en raison de la nature humaine, qui est limitée, et de celle de l'univers, qui est en mouvement perpétuel. En réponse aux considérations de Dühring sur l'Être et l'unité du monde, Engels écrit : « L'unité réelle du monde consiste en sa matérialité, et celle-ci se prouve non pas par quelques boniments de prestidigitateur, mais par un long et laborieux développement de la philosophie et de la science de la nature. »
Engels aborde ensuite ce qu'il appelle la philosophie de la nature, c'est-à-dire une réflexion sur l'espace, le temps, la matière. Ce sujet lui tenait à cœur et il lui consacra toute une étude qui ne fut publiée que bien après sa mort sous le titre de Dialectique de la nature. Il montre un intérêt certain pour les découvertes scientifiques les plus récentes de son époque, en biologie, en physique et en chimie, citant notamment Charles Darwin dont la théorie de l'évolution se marie avec la philosophie du matérialisme dialectique. Il sait en même temps reconnaître les limites de la science de son temps, écrivant : « Mais la théorie de l'évolution elle-même est encore très jeune et on ne saurait donc douter que la recherche future ne doive modifier très sensiblement les idées actuelles, voire les idées strictement darwiniennes, sur le processus de l'évolution des espèces. »

### Vérités absolues et vérités relatives
En faiseur de système assez sûr de lui, Dühring prétend établir des vérités authentiques absolument immuables, non seulement dans les domaines scientifiques, mais encore pour la morale et le droit. Engels ne nie pas qu'il existe des vérités absolues, par exemple, que Napoléon est mort le 5 mai 1821. Mais elles ne nous avancent guère. Même dans les sciences exactes et, a fortiori, dans les sciences humaines, nous devons être méfiants à l'égard de nos connaissances parce que « nous sommes encore plutôt au début de l'histoire de l'humanité et que les générations qui nous corrigeront doivent être bien plus nombreuses que celles dont nous sommes en cas de corriger la connaissance, – assez souvent avec bien du mépris.  » La souveraineté de la pensée se réalise ainsi dans une série d'hommes dont la pensée est bien peu souveraine et cette contradiction dialectique se résout dans la succession infinie des générations humaines.
Le terrain moral appartient à l'histoire des hommes. Le bien et le mal ne sont nullement des vérités éternelles mais des conceptions relatives qui varient avec la société. C'est parce qu'à un certain stade de développement économique la propriété privée de biens mobiliers a supplanté la propriété collective primitive que s'est imposé en morale le commandement « tu ne voleras point ». Sous le socialisme, lorsque les motifs de vol seront éliminés, ce commandement perdra beaucoup de sa valeur. Dans les sociétés de classes, la morale est nécessairement une morale de classe qui justifie soit les intérêts de la classe dominante, soit ceux de la classe opprimée lorsque celle-ci devient assez puissante pour se révolter contre son exploitation.
C'est de la même manière que l'on peut comprendre les notions de liberté et de nécessité. La liberté n'est pas dans une indépendance rêvée à l'égard des lois de la nature, mais dans la connaissance de ces lois et dans la possibilité donnée par là même de les mettre en œuvre méthodiquement pour des fins déterminées. Tout progrès de la civilisation est un pas vers la liberté. Les premiers hommes étaient tout aussi peu libres que les animaux parce que leur volonté était impuissante à maîtriser la nature. Le premier acte libérateur de l'histoire de l'humanité a été la maîtrise du feu. C'est le développement des forces de production (grâce à la machine à vapeur) qui permettra un état social où il n'y aura plus de différences de classes, plus de souci des moyens d'existence individuels et où il pourra être question pour la première fois d'une liberté humaine véritable. « Mais à quel point toute l'histoire de l'humanité est encore jeune et combien il serait ridicule d'attribuer quelque valeur absolue à nos conceptions actuelles, cela ressort du simple fait que toute l'histoire passée peut se caractériser comme l'histoire de la période qui va de la découverte pratique de la transformation du mouvement mécanique en chaleur à celle de la transformation de la chaleur en mouvement mécanique. »

### Deux lois de la dialectique
Engels termine la partie proprement philosophique de son ouvrage en défendant deux lois dialectiques, définies par Hegel, que Dühring considérait comme des tours de passe-passe et de la charlatanerie. Il s'agit d'abord de la transformation du quantitatif en qualitatif. Par exemple, lorsqu'on augmente la température de l'eau (changement quantitatif), elle finit par s'évaporer, ce passage de l'état liquide à l'état gazeux étant un changement qualitatif. Ainsi, loin d'être une invention de philosophe, cette loi dialectique se retrouve dans la nature. Engels invoque Napoléon comme témoin en faveur de la conversion de la quantité en qualité. À Sainte-Hélène Napoléon, évoquant la campagne d'Égypte, remarquait qu'en combat singulier les Mameluks l'emportaient sur les cavaliers français mais qu'en masse, la cavalerie française, grâce à sa discipline, l'emportait sur les Mameluks (« Deux Mameluks étaient absolument supérieurs à trois Français ; 100 Mameluks et 100 Français se valaient ; 300 Français étaient habituellement supérieurs à 300 Mameluks ; 1000 Français culbutaient toujours 1500 Mameluks »).
Deuxième loi dialectique attaquée par Dühring : la négation de la négation. Engels propose, là encore, plusieurs exemples. Dans la nature, il évoque la destinée d'un grain d'orge. Le grain est « nié » par la plante qui en émerge puis cette dernière est « niée » à son tour par l'épi qui en découle, apportant de nouvelles graines, mais sans revenir à la situation antérieure puisqu'on a maintenant plusieurs graines au lieu d'une. Autre exemple : « même la doctrine de l'égalité de Rousseau, dont celle de Dühring n'est qu'une pâle contrefaçon, ne se réalise pas sans que la négation de la négation selon Hegel, […] ne doive faire office de sage-femme ». À l'égalité primitive entre les hommes se substitue l'inégalité, en raison du progrès technique. Première négation. Mais, avec l'inégalité apparaît le despotisme. Devant le despote, tous sont égaux, à savoir égaux à zéro. Il suffit alors de renverser le despote pour établir une égalité nouvelle, sur une base plus avancée, celle du contrat social. Les oppresseurs subissent l'oppression. C'est la négation de la négation.
Ces diverses lois dialectiques ont pour point commun d'envisager les choses et les rapports non pas de manière statique, comme le font Dühring et les métaphysiciens, mais de manière dynamique, dans leur mouvement réciproque, dans leur développement historique. C'est le seul moyen de prendre en compte les contradictions réelles, la vie elle-même étant une contradiction puisque, à chaque instant, un être vivant est lui-même et un autre…

## Économie politique

### Les modes de production résultent de conditions matérielles
La deuxième partie de l'ouvrage d'Engels traite de l'économie politique, définie comme la science des lois qui régissent la production et l'échange des moyens matériels de subsistance dans la société humaine. De même qu'en philosophie Dühring s'attaquait à Hegel, il s'attaque en économie à Karl Marx, avec aussi peu de pertinence. Au lieu d'analyser l'évolution concrète des modes de production, Dühring tire ses lois économiques de personnages abstraits, deux hommes situés hors de l'espace et du temps, dont il imagine les relations, ignorant ainsi que l'économie politique est une science essentiellement historique. Pour lui, la violence est à l'origine des inégalités économiques et des rapports sociaux de domination. Les rapports économiques découlent des rapports politiques et non l'inverse comme l'affirme Marx. Engels constate que « L'idée que les actions politiques de premier plan sont le facteur décisif en histoire est aussi vieille que l'historiographie elle-même, et c'est la raison principale qui fait que si peu de chose nous a été conservé de l'évolution des peuples qui s'accomplit silencieusement à l'arrière-plan de ces scènes bruyantes et pousse réellement les choses de l'avant. »

### La violence elle-même y est subordonnée
Or, la violence elle-même est subordonnée à des conditions matérielles. Pour que Robinson puisse asservir Vendredi, il faut d'une part qu'il y trouve un intérêt économique, à savoir que vendredi puisse produire suffisamment de moyens d'existence pour lui-même et pour son maître, et d'autre part qu'il dispose d'une épée, objet lui-même d'un processus de production puisque les épées ne poussent pas dans les arbres. L'esclavage lui-même n'est apparu qu'à partir du moment où la force de travail humaine a pu produire plus qu'il n'était nécessaire à son entretien simple. En ce sens, même l'esclavage fut un progrès dans l'histoire économique de l'humanité. « Jusque-là, on n'avait su que faire des prisonniers de guerre, on les avait donc tout simplement abattus ; à une date plus reculée encore, on les avait mangés. Mais, au niveau de l'état économique maintenant atteint, ils prenaient une valeur ; on leur laissa donc la vie et on se servit de leur travail. C'est ainsi que la violence, au lieu de dominer la situation économique, a été au contraire enrôlée de force dans le service de la situation économique . »

### Intervention de Karl Marx contre Dühring
Engels revient ensuite sur la théorie de la valeur, les notions de capital, de plus-value et de rente foncière. Tout en démontant des affirmations confuses et contradictoires de Dühring, il explique certains points exposés dans Le Capital de Marx. Le dernier chapitre de cette partie économique, intitulé Sur l'« histoire critique », a d'ailleurs été rédigé par Marx. Il s'agit d'une critique des considérations de Dühring sur les économistes classiques des XVIIe et XVIIIe siècles. Alors que Dühring leur prête des conceptions erronées et affiche un certain mépris à leur égard, Marx et Engels mettent au contraire en valeur l'apport de leurs prédécesseurs en économie et manifestent à leur égard un réel respect, notamment pour William Petty, au sujet duquel Marx écrit : « Avec son Quantulumcumque Concerning Money publié en 1682 […], Petty a donné un travail tout à fait achevé, d'un seul bloc. […] C'est un petit chef-d'œuvre par le contenu et par la forme, et voilà précisément pourquoi son nom même ne figure pas chez M. Dühring. Il est tout à fait dans l'ordre qu'en face du chercheur le plus génial et le plus original qui se soit révélé en économie, la médiocrité d'un pédant tout gonflé de lui-même n'exprime que son déplaisir grondeur et ne puisse que se formaliser de voir les éclairs de génie théorique refuser de parader en rang comme de parfaits "axiomes", mais au contraire jaillir en ordre dispersé de l'étude approfondie de matériaux pratiques "grossiers", par exemple l'impôt. »

## Socialisme

### Mérite et limites des socialistes utopiques
Dans la troisième et dernière partie de l'Anti-Dühring, Engels aborde la question du socialisme. Il commence par faire un historique du mouvement socialiste moderne. Pour les philosophes français du XVIIIe siècle, la lutte contre l'Ancien régime et la domination de classe de l'aristocratie se faisait au nom de la raison. Le triomphe de la révolution bourgeoise montra bientôt que l'opposition entre riches et pauvres n'avait pas disparu, bien au contraire. C'est en réaction contre la misère du prolétariat naissant, alors même que l'essor de la grande industrie n'en était encore qu'au commencement, qu'apparurent les socialistes utopiques. « À l'immaturité de la production capitaliste, à l'immaturité de la situation des classes, répondit l'immaturité des théories. La solution des problèmes sociaux, qui restait encore cachée dans les rapports économiques embryonnaires, devait jaillir du cerveau. La société ne présentait que des anomalies ; leur élimination était la mission de la raison pensante. Il s'agissait à cette fin d'inventer un nouveau système plus parfait de régime social et de l'octroyer de l'extérieur à la société, par la propagande et, si possible, par l'exemple d'expériences modèles. » On peut bien sûr, comme le fait Dühring, se gausser des détails parfois fantaisistes de leur société idéale. Mais Engels préfère retenir les germes de génie qui percent dans les publications des grands utopistes. Comme Marx en économie, il professe un réel respect pour ses devanciers dans le socialisme, en particulier pour Saint-Simon, pour Charles Fourier et pour Robert Owen.

### Le socialisme naîtra des contradictions mêmes du capitalisme
Parce que la production et l'échange constituent le fondement de tout régime social (c'est la conception matérialiste de l'histoire), il ne s'agit pas d'inventer les moyens de changer la société dans son cerveau mais de les découvrir, à l'aide de son cerveau dans les faits matériels de production qui sont là. Les contradictions du système capitaliste rendent inéluctable la révolution prolétarienne. La contradiction fondamentale de ce système consiste en ce que l'échange et l'appropriation demeurent des actes individuels alors que la production est devenue un acte social. De la séparation du producteur d'avec les moyens de production naît l'opposition du prolétariat et de la bourgeoisie. Il y a contradiction de l'organisation sociale dans chaque fabrique et de l'anarchie sociale dans l'ensemble de la production. Contradiction aussi, qui se manifeste lors de crises périodiques, entre un excédent de produits qui ne trouvent pas preneurs sur le marché et des ouvriers sans emploi et sans moyens d'existence. En s'emparant du pouvoir, le prolétariat résoudra ces contradictions. En transformant la propriété bourgeoise en propriété publique, il rend possible une production sociale suivant un plan déterminé. Les classes sociales disparaissent. « Dans la mesure où l'anarchie de la production sociale disparaît, l'autorité politique de l'État entre en sommeil. Les hommes, enfin maîtres de leur propre mode de vie en société, deviennent aussi par là même maîtres de la nature, maîtres d'eux-mêmes, libres. »
Engels résume ainsi les tâches du mouvement socialiste : « Accomplir cet acte libérateur du monde, voilà la mission historique du prolétariat moderne. En approfondir les conditions historiques et par là, la nature même, et ainsi donner à la classe qui a mission d'agir, classe aujourd'hui opprimée, la conscience des conditions et de la nature de sa propre action, voilà la tâche du socialisme scientifique, expression théorique du mouvement prolétarien. »

### Critique du programme politique de Dühring
Dühring imagine tout un système de communes économiques. Engels lui reproche principalement de ne pas le faire découler d'une analyse des contradictions réelles de la société capitaliste mais d'un principe universel de justice abstrait et en même temps de manquer singulièrement d'audace en n'envisageant pas la suppression de la division du travail et de la séparation de la ville et de la campagne. « La première grande division du travail elle-même, la séparation de la ville et de la campagne, a condamné la population rurale à des milliers d'années d'abêtissement et les citadins chacun à l'asservissement à son métier individuel. Elle a anéanti les bases du développement intellectuel des uns et du développement physique des autres. [...] En divisant le travail, on divise aussi l'homme. Le perfectionnement d'une seule activité entraîne le sacrifice de toutes les autres facultés physiques et intellectuelles. ». Or il serait tout à fait possible dans une société organisée suivant un plan rationnel de permettre à chacun d'effectuer différentes tâches et de répartir des usines dans les campagnes de manière que les mêmes s'adonnent au travail de la terre et au travail industriel.
Engels reproche encore à Dühring de ne pas supprimer la monnaie dans son système socialitaire. Or, qui dit monnaie dit possibilité de thésaurisation pour les uns et risque d'endettement pour les autres. L'existence de la monnaie contient en germe les mécanismes de différenciation sociale qui mènent au capitalisme. Sans supprimer la monnaie, les communes économiques de Dühring finiraient fatalement pas succomber aux mécanismes naturels de l'économie marchande. La monnaie sert à mesurer la valeur de marchandises. C'est la qualité même de marchandise que perdront les produits du travail sous le socialisme. La valeur d'échange n'aura plus besoin d'être mesurée. « Certes, la société sera obligée de savoir même alors combien de travail il faut pour produire chaque objet d'usage. Elle aura à dresser le plan de production d'après les moyens de production, dont font tout spécialement partie les forces de travail. Ce sont, en fin de compte, les effets utiles des divers objets d'usage, pesés entre eux et par rapport aux quantités de travail nécessaires à leur production, qui détermineront le plan. Les gens règleront tout très simplement sans intervention de la fameuse "valeur". »
Parce que la religion n'est que le reflet fantastique, dans le cerveau des hommes, des puissances extérieures qui dominent leur existence quotidienne, il ne sert à rien de l'interdire, comme le propose Dühring. Cela n'aboutirait qu'à prolonger sa vie en lui fournissant des martyrs. Dans la société capitaliste, la base effective de la religion subsiste car les hommes sont dominés par les rapports économiques créés par eux-mêmes. Lorsque par le maniement planifié de l'ensemble des moyens de production l'homme aura soumis les puissances sociales à la domination de la société, « ... c'est alors seulement que disparaîtra la dernière puissance étrangère qui se reflète encore dans la religion, et que par là disparaîtra le reflet religieux lui-même, pour la bonne raison qu'il n'y aura plus rien à refléter ».
Engels termine cette partie par quelques piques contre les propositions de Dühring en matière d'éducation et de mariage. Engels défend l'usage des langues mortes et des langues vivantes comme moyen de dépasser l'étroitesse nationale. Pour lui, l'éducation de l'avenir unira pour tous les enfants au-dessus d'un certain âge le travail productif avec l'instruction et la gymnastique, seule et unique méthode pour produire des hommes complets. Il se gausse des prétentions eugénistes de Dühring qui voudrait limiter la liberté de la procréation de manière à parfaire la formation de l'homme en chair et en os. Engels note d'ailleurs incidemment la marotte antisémite de Dühring. Il termine par un jugement d'ensemble sur M. Dühring : « Irresponsabilité due à la folie des grandeurs. »

## Accueil et portée du livre
À La demande de Paul Lafargue, trois chapitres furent extraits de l'Anti-Dühring et publiés en brochure sous le titre Socialisme utopique et socialisme scientifique. Quant à l'Anti-Dühring, il fut interdit en Allemagne peu après sa parution dans le cadre des mesures anti-socialistes prises par le chancelier Otto von Bismarck, mesure qui n'empêcha pas sa diffusion, tant s'en faut. Engels écrit dans la préface à la deuxième édition, en 1885 : « Pour quiconque n'était pas ancré dans les préjugés bureaucratiques héréditaires des pays de la Sainte-Alliance, l'effet de cette mesure ne pouvait être qu'évident : débit doublé ou triplé des livres interdits, étalage au grand jour de l'impuissance des messieurs de Berlin qui édictent des interdictions sans pouvoir les faire exécuter. En fait, l'amabilité du gouvernement d'Empire me vaut plus de rééditions de mes petits travaux que je n'en puis prendre sous ma responsabilité... »
Au début du XXe siècle, Lénine se référa abondamment à l'Anti-Dühring dans ses ouvrages théoriques, notamment dans Matérialisme et empiriocriticisme pour la partie philosophie.